# 日本山妙法寺大僧伽
日本山妙法寺大僧伽（にっぽんざんみょうほうじだいさんが）は、藤井日達創設の法華宗系の宗教団体。東京都渋谷区の日本山妙法寺渋谷道場に事務局が置かれている。世界各地で平和運動を展開していることで知られる。新しい寺が建立されても日本山妙法寺という名称で統一している。

## 歴史
- 1917年（大正6年）藤井日達により、満洲の遼陽に日本山妙法寺を建立する。
- 1924年（大正13年）日本山妙法寺田浦道場を静岡県富士郡元吉原村（現在の静岡県富士市）に設立、日本国内の道場としては創設期にあたる[1]。
- 1953年（昭和28年）宗教法人法により、宗教法人日本山妙法寺大僧伽となる。
- 1985年（昭和60年）藤井日達死去。

## 世界平和塔の建立
日本国内外に世界平和塔（仏舎利塔）を建立。
- 日本国内
  - 北海道釧路市城山
  - 北海道札幌市藻岩山
  - 千葉県成田市東三里塚
  - 東京都稲城市矢野口（通称「南山」）
  - 東京都奥多摩町山梨県小菅村県境 大寺山
  - 神奈川県藤沢市片瀬龍口寺
  - 静岡県富士市田子の浦
  - 静岡県御殿場市箱根外輪山平和公園
  - 京都府舞鶴市菅坂峠
  - 広島県広島市二葉山
  - 熊本県熊本市花岡山など
  - 新潟県新潟市秋葉山

- 日本国外
  - インド

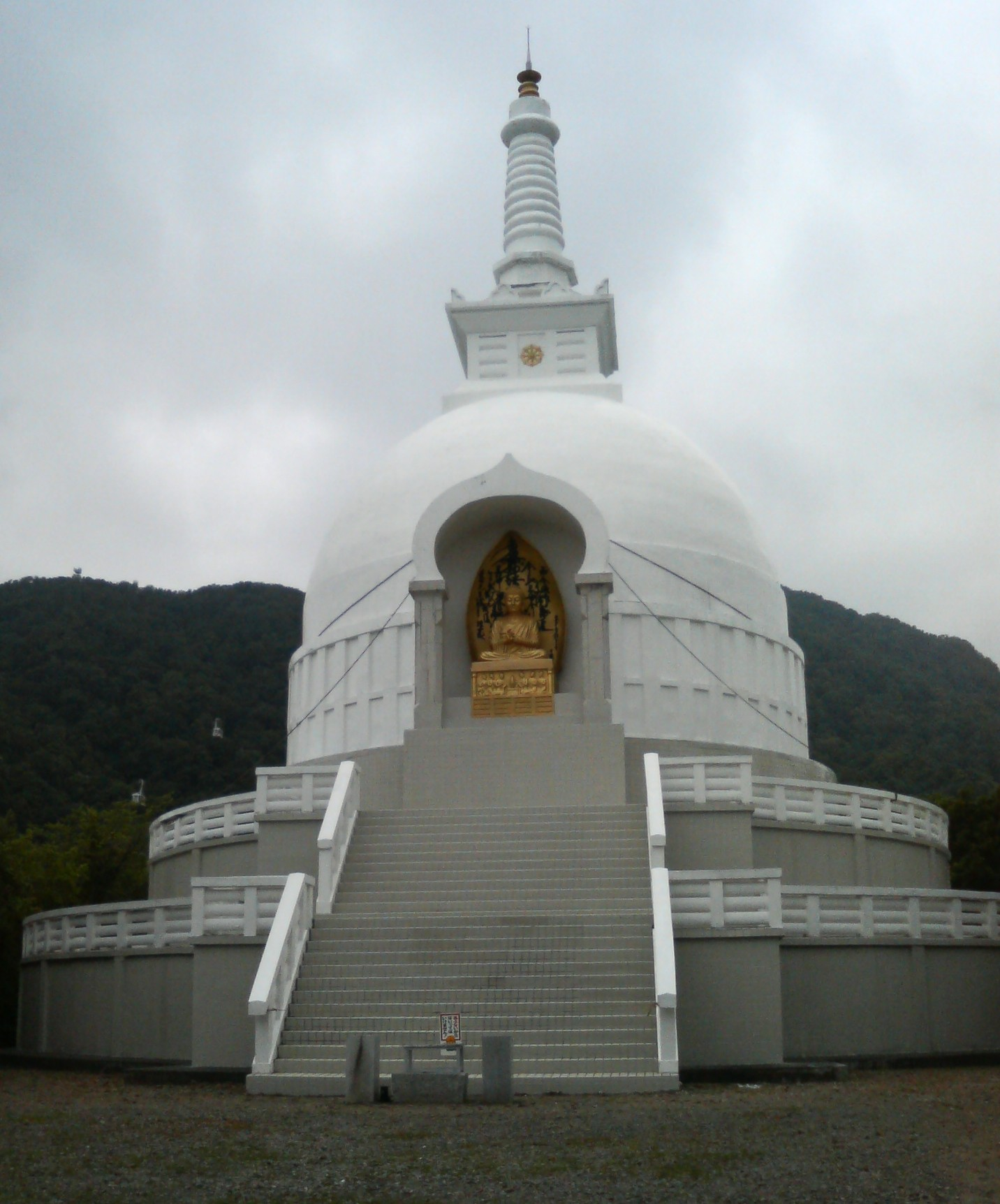
藻岩山平和塔

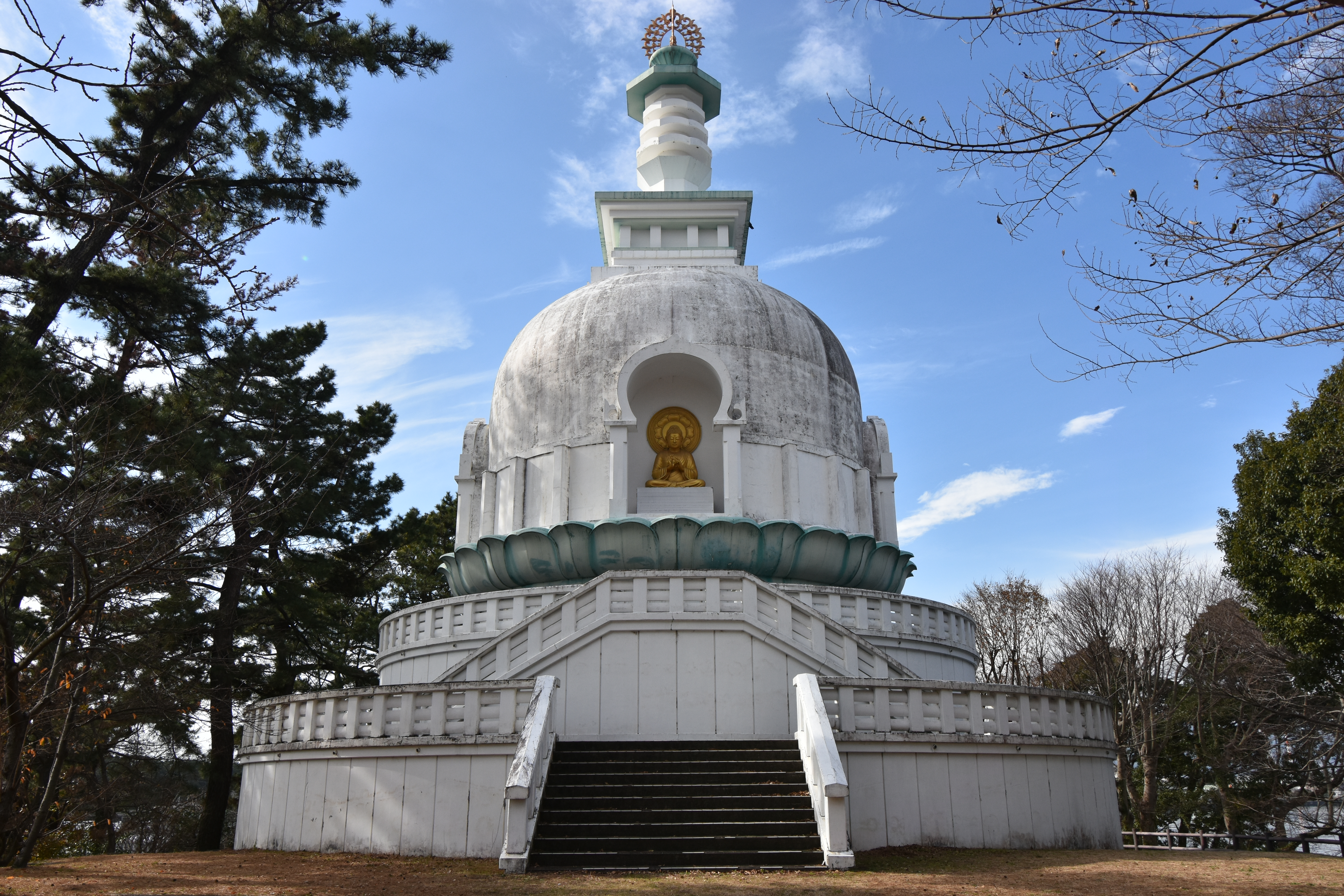
田子浦仏舎利塔
（静岡県富士市、1981年落慶）

    - ラジギール（霊鷲山）、ダージリン、ヴァイシャリ、オリッサ、ワルダ、デリー（建立中）

  - スリランカ
    - 仏足山、ゴール、アンパーラ、ワラパネ、バンダラウェラ

  - ネパール
    - ポカラ、ルンビニ

  - イギリス
    - ロンドン、ミルトンキーンズ

  - オーストリア
    - ウィーン

  - イタリア
    - コミソ

  - アメリカ合衆国
    - レベレット、グラフトン

## 三里塚平和塔

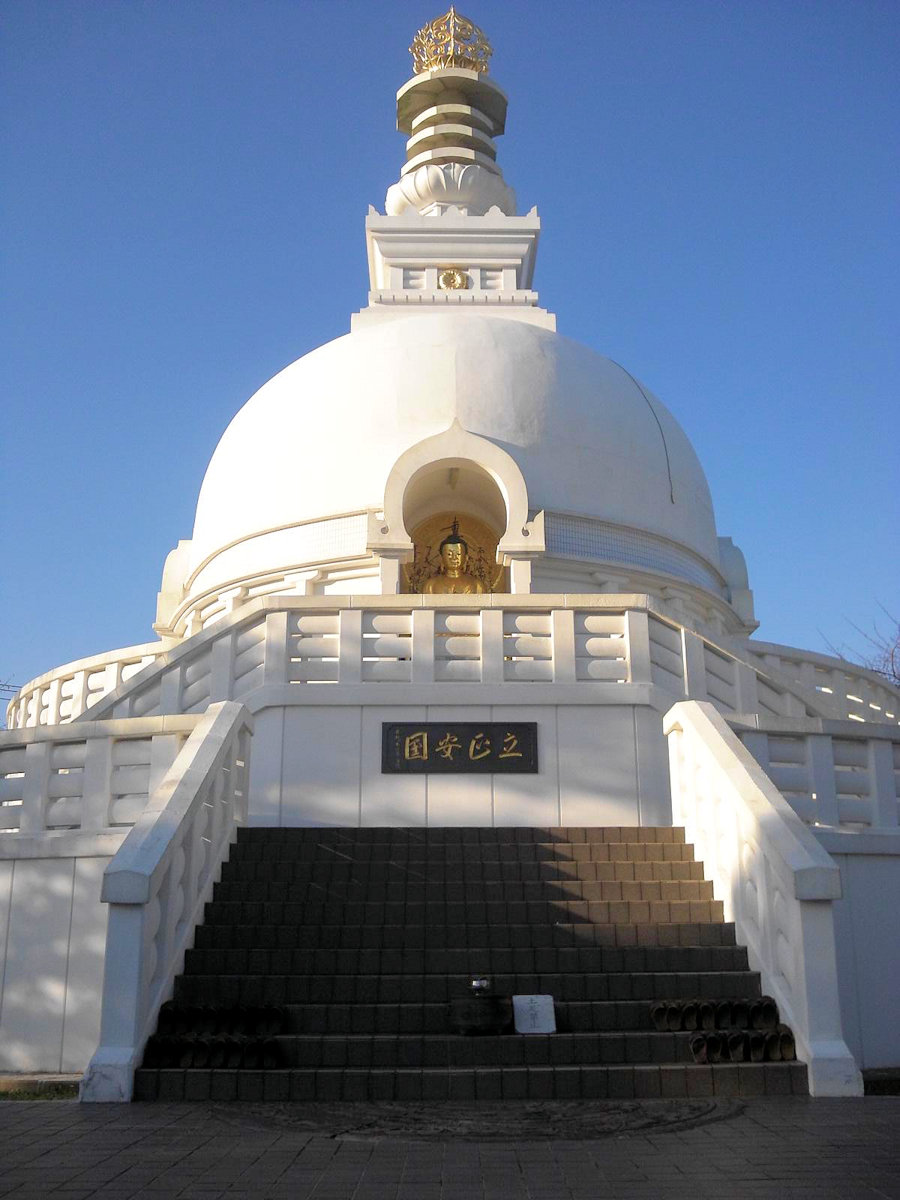
移転後の三里塚平和塔（成田平和塔）

妙法寺は「平和・非暴力」による新東京国際空港（現・成田国際空港）建設反対運動に加わっていた。
1967年（昭和42年）の夏ごろから、妙法寺の僧佐藤行通が「反対運動のシンボル」として、平和の塔を建設することを発案した。三里塚芝山連合空港反対同盟の小川明治が奉賛会を作るなどして支援して1968年（昭和43年）4月29日に着工、建設の申請を受けていない千葉県成田土木事務所が手をこまねいているうちに工事を進め、翌年7月7日に4000メートル滑走路の建設予定地に完成した。
塔に据え付けられたスピーカーからは、僧侶の読経や団扇太鼓の音が大音量で流されただけでなく、塔が障害となって計器着陸装置が使えないようになった。当時ベトナムで行われていた焼身自殺を念頭に、「平和の塔を代執行で壊すなら、自分の体に電線を巻き付け、抗議の電気自殺をする」と公言する僧侶もおり、空港建設の障害となったまま手が付けられない状態が続いた。
今井栄文新東京国際空港公団総裁からの親書を受けた藤井日達が、1972年（昭和47年）に現地を初めて視察、空港施設のほとんどが出来上がっているのを目の当たりにした藤井は塔の移転に同意。結果、平和塔は同年11月15日に現在の航空科学博物館の隣接地（千葉県成田市東三里塚）にサイズを小さくして移転した。移転地には日本山妙法寺の道場もある。
平和塔の移転に際しては、日本山妙法寺と丹羽喬四郎運輸大臣、川上紀一千葉県知事、今井総裁との間で「空港の軍事利用を行わない」旨が記載された「取極書」が交わされた。